# Max Westram
Max Westram (* 18. Februar 1856 in Breslau; † 20. Januar 1922 in Ratibor) war ein deutscher Politiker.

## Leben
Als Sohn eines Rechtssekretärs in Oberschlesien geboren, studierte Westram nach dem Besuch des Maria-Magdalenen-Gymnasiums Rechtswissenschaften in Breslau. Während seines Studiums wurde er 1874 Mitglied der Burschenschaft Germania Breslau. Nach seinem Studium war er Referendar, bestand jedoch die Große Staatsprüfung nicht, fand Beschäftigung beim Magistrat von Beuthen, wurde Amtsanwalt in Cosel und ab 1894 Standesbeamter sowie besoldeter Beigeordneter der Stadt Ratibor. Er war seit 1901 dort Zweiter Bürgermeister, dann ab November 1920 bis zu seinem Tod Bürgermeister.